# Jan van Houtbrug
De Jan van Houtbrug is een vaste brug uit 1923 in de Nederlandse stad Leiden. De brug verbindt de Korevaarstraat met de Lammenschansweg en overbrugt de Zoeterwoudsesingel. De brug is genoemd naar Jan van Hout, die onder meer als stadssecretaris op velerlei gebieden een belangrijke rol heeft gespeeld ten voordele van zijn vaderstad Leiden.

## Typering
De Jan van Houtbrug is een vaste balk-/liggerbrug uit 1923, grondig gerenoveerd in 1991. Elk brughoofd bestaat uit een betonnen onderbouw, afgewerkt met baksteen en natuursteen. Het brugdek bestaat uit ijzeren liggers met een vaste betonvulling. De rijweg is 11,22 m breed, de trottoirs aan weerszijden 2,60 m. De brugleuningen zijn van siersmeedwerk. De opritten van de brug hebben balustrades bestaande uit ijzeren stangen bevestigd tussen gemetselde pylonen waarop natuurstenen blokken zijn aangebracht.

## Geschiedenis
Aan de stadszijde waar nu de Jan van Houtbrug ligt stond vroeger de stellingmolen de Oranjeboom. Deze molen verdween in 1904. Ten behoeve van de blauwe tram werd in 1923 de Jan van Houtbrug aangelegd. Zes jaar later werd ook een verkeersweg langs de trambaan gelegd, over het terrein van de buitenplaats Zuiderzicht heen (de Lammenschansweg). Hiermee kwam aan de zuidzijde van de stad een geheel nieuwe verbinding naar Voorschoten tot stand.

## Problemen in 2016
De brug is bestemd voor alle verkeer, maar in februari 2016 bleek bij een inspectie dat de brug niet meer aan alle veiligheidsnormen voldeed. Dat had te maken met de verroeste koppen van de brugbalken. De brug werd daarom voor onbepaalde tijd afgesloten voor bussen en vrachtverkeer zwaarder dan 5 ton of hoger dan 2,60 meter. In maart 2016 is voor 80.000 euro een stalen noodbrug geplaatst, direct liggend op de Jan van Houtbrug, waardoor de brug weer toegankelijk werd voor alle verkeer. In 2018 is de brug hersteld en weer opengesteld voor het verkeer.
In de binnenstad:

Aeldisbrug ·
Alkemadebrug ·
Asschuurbrug ·
Blauwpoortsbrug ·
Blekersbrug ·
Bostelbrug ·
Catharinabrug ·
Derde Waardbrug ·
Doelenbrug ·
Doelengrachtsbrug ·
Doelenpoortsbrug ·
Dullebrug ·
Franciskanerbrug ·
Gansoordbrug ·
Gepekte Brug ·
Groenebrug ·
Groenhazenbrug ·
Grofsmederijbrug ·
Grote Havenbrug ·
Hapynionbrug ·
Helarbrug ·
Herenbrug ·
Herenpoortsbrug ·
Hogewoerdsbrug ·
Hoogeveensbrug ·
Huigbrug ·
Hulpwerfbrug ·
Jan van Houtbrug ·
Jan Vossenbrug ·
Karnemelksbrug ·
Katoenbrug ·
Kazernebrug ·
Kerkbrug ·
Kerkpleinbrug ·
Kippenbrug ·
Kleine Havenbrug ·
Kleine Paterbrug ·
Koepoortsbrug ·
Koornbrug ·
Koningsbrug ·
Kraaierbrug ·
Laatste Brug ·
Lijsbethbrug ·
Looiersbrug ·
Lourisbrug ·
Loviumbrug ·
Marebrug ·
Marepoortsbrug ·
Mecklenburgerbrug ·
Minnebroersbrug ·
Molensteegbrug ·
Morspoortbrug ·
Nassaubrug ·
Neksluisbrug ·
Nieuwsteegbrug ·
Nonnenbrug ·
Noordeindsbrug ·
Noord-Kijfbrug ·
Oranjebrug ·
Paterbrug ·
Pauwbrug ·
Poppebrug ·
Rembrandtbrug ·
Reuvensbrug ·
Rijnbrug ·
Rijnsburgerbrug ·
Scheluwbrug ·
Singelbrug ·
Sint Jansbrug ·
Sint Jeroensbrug ·
Sint Sebastiaansbrug ·
Stadsmolensluis ·
Tapijtkloppersbrug ·
Trekvaartbrug ·
Turfmarktsbrug ·
Tweede Waardbrug ·
Utrechtse Brug ·
Valkbrug ·
Van Disselbrug ·
Verversbrug ·
Vierde Waardbrug ·
Visbrug ·
Vlietbrug ·
Vreewijkbrug ·
Warmonderbrug ·
Weverbrug · 
Wijnbrug ·
Wisenniabrug ·
Wittepoortsbrug ·
Zijlpoortsbrug ·
Zuid-Kijfbrug ·
Zuidsingelbrug
Overige bruggen:

Groenhovenbrug ·
Haagbrug ·
Haagsche Schouwbrug ·
Hoflandbrug ·
Hooghkamerbrug ·
Jaagbrug ·
Jan van Goyenbrug ·
Julius Caesarbrug ·
Kanaalbrug · 
Lammebrug ·
Oud-Hortuszichtbrug ·
Trekvlietbrug ·
Schrijversbrug ·
Spanjaardsbrug ·
Spoorbrug RSK ·
Spoorbrug De Vink ·
Staatsspoorbrug ·
Stevensbrug ·
Stevenshofbrug ·
Sumatrabrug ·
Waddingerbrug ·
Wilhelminabrug ·
Wouterenbrug ·
Zijlbrug